# 이한필
이한필(李漢弼, 1936년 4월 ~ 2015년 2월 12일)은 대한민국의 가수, MC이다. 예명은 위키리(Wicky Lee)이다.

## 생애
서라벌예술대학 연극영화과를 졸업했다. 1960년 미8군 쇼단체인 '메이크 인 후피 쇼'(Make in Whoopy Show)에서 활동을 시작했다. 1962년 가수로 데뷔했다. 1963년 최희준, 유주용, 박형준과 함께 국내 최초의 음악 동아리인 포클로버스를 결성해 활동했다. '종이배', '눈물을 감추고', '저녁 한때의 목장 풍경' 등을 히트시켰다. 1960년대 중반부터 동아방송의 첫 라디오 교통정보 프로그램인 '달려라 위키리' DJ를 맡았다. 1966년 밤하늘의 브루스, 1968년 폭풍의 사나이 등 영화에 출연해 절정의 인기를 구가했다. 1966년 제1회 MBC 10대 가수상에 뽑혔다. 1976년부터 TBC 쇼쇼쇼 MC를 맡았다. 1980년 11월 9일부터 5년간 KBS 전국노래자랑 초대 MC를 지냈다. 1992년 미국으로 건너가 교포방송 KATV에서 '굿 이브닝 코리안'을 진행했다. 2015년 2월 12일 미국 LA에서 지병으로 인해 향년 80세의 나이로 사망하였다.

## 기타
- 요절 가수 배호와 절친했다.[3]

## 가족
- 누나 이성자 = 서양화가

## 앨범
- 1965년 독집 저녁한때의 목장풍경